# Andres Küng
Andres Küng (født 13. september 1945 i Ockelbo i Gävleborgs län i Sverige, død 10. december 2002) var en svensk journalist, forfatter, selvstændig erhvervsdrivende og politiker af estisk ophav.
Han var søn af estiske flygtninge, der flygtede fra Sovjetunionens besættelse af de baltiske lande. Küng uddannede sig som civiløkonom ved Handelshögskolan i Stockholm, hvorfra han dimitterede i 1967. Han var redaktør af OBS Kulturkvarten i Sveriges Radio 1969–72 og udenrigskommentator i TV 1's Barnjournalen 1972–82.

## Politisk engagement
Küng var stærkt engageret i kampen mod kommunismen og for de baltiske landes selvstændighed. Han har skrevet mere end 50 bøger, tusindvis af artikler samt holdt adskillige foredrag om emnet.
Han var partipolitisk aktiv i det liberale Folkpartiet, hvor han blandt andet var medlem af partistyret 1982–91. Han var afløser i Sveriges riksdag for Fyrstadskretsens rigsdagsmedlem i to kortere perioder i 1982 og 1983, og var i den sidstnævnte periode suppleant i Konstitutionsutskottet (forfatningsudvalget). Han var også en af grundlæggerne af Måndagsrörelsen, hvor man støttede et frit Baltikum i begyndelsen af 1990'erne.
I 1993 var han med til at opstarte Estlands første private tv-station EVTV.

## Hædersbevisninger
Andres Küng udnævntes den 26. oktober 1998 til Officer af Trestjerneordenen af den daværende lettiske præsident Guntis Ulmanis. I februar 1999 modtog Küng den estiske hvidstjerneorden af den estiske præsident Lennart Meri.

## Forfatterskab
- Andres Küng: Vad händer i Baltikum?; Aldus/Bonniers 1973
- Andres Küng: Sådan är socialismen – en orättvis betraktelse?; 1982
- Andres Küng: Vingar över Amazonas; Den kristna bokringen, 1984; ISBN 91-536-5077-8,
- Andres Küng: Riga En personlig vägvisare; Sellin & Partner Förlag AB, 1992; ISBN 91-7055-056-5,

### På internettet
- Kommunismen och Baltikum Arkiveret 4. maj 2006 hos  Wayback Machine (1999, svensk)